# Lindre-Basse
Lindre-Basse é uma comuna francesa na região administrativa de Grande Leste, no departamento de Mosela. Estende-se por uma área de 8,28 km². Em 2010 a comuna tinha 220 habitantes (densidade: 26,6 hab./km²).